# Vrh Martinšćice
 Vrh Martinšćice   (olaszul:  Monte di San Martino) falu Horvátországban, Tengermellék-Hegyvidék megyében. Közigazgatásilag Kostrenához tartozik.

## Fekvése
Fiume város délkeleti szomszédságában a Tengermelléken a Martinšćica-öböl délkeleti partján fekszik. A Martinšćica-öböl 1400 méter hosszú és 300 méter széles, kétoldalt magas mészkősziklák szegélyezik. Hossztengelye megközelítőleg merőleges  a Fiumei-öböl partjára és Dragai-völgyre, mellyel a Dragai-patak köti össze. Itt található a „Viktor Lenac” hajógyár.

## Története
A falu magasabb részén levő Solin-domb valószínűleg már a történelem előtti időben is lakott volt. Az itteni feltételezett erődített település régészeti feltárása azonban a mai napig nem történt meg, így létezéséről nincs bizonyosság. A dragai és kostrenai lakosság a Solin-dombot "kloštar"nak, azaz kolostornak nevezi, mely ezen a helyen egykori kolostor létezésére utal. Mivel azonban a Solin-domb köveit a fiumei kikötő építésére használták fel, az egykori építnény maradványait valószínűleg megsemmisítették.

## Lakosság
| Lakosság változása | Lakosság változása | Lakosság változása | Lakosság változása | Lakosság változása | Lakosság változása | Lakosság változása | Lakosság változása | Lakosság változása | Lakosság változása | Lakosság változása | Lakosság változása | Lakosság változása | Lakosság változása | Lakosság változása | Lakosság változása |
| ------------------ | ------------------ | ------------------ | ------------------ | ------------------ | ------------------ | ------------------ | ------------------ | ------------------ | ------------------ | ------------------ | ------------------ | ------------------ | ------------------ | ------------------ | ------------------ |
| 1857               | 1869               | 1880               | 1890               | 1900               | 1910               | 1921               | 1931               | 1948               | 1953               | 1961               | 1971               | 1981               | 1991               | 2001               | 2011               |
| 139                | 134                | 110                | 105                | 154                | 165                | 0                  | 179                | 233                | 169                | 270                | 398                | 0                  | 0                  | 493                | 0                  |

## Gazdaság
A Viktor Lenac hajógyár a mediterrán térség egyik legnagyobb hajójavító üzeme. A hajógyárat 1896-ban "Lazarus" néven alapították abból  a célból, hogy osztrák-magyar és olasz kereskedelmi, valamint halászhajókat építsen és javítson. 1948-ban kapta mai nevét Viktor Lenacnak egy II. világháborús nemzeti hősnek az emlékére, aki egykor a hajógyár munkása volt. A hajógyár bővítése és a hajógyártás fejlesztése az 1960-as években kezdődött, amikor az üzemet a Martinšćicai-öbölbe költöztették át, mely a Fiumei kikötőtől való két tengeri mérföld távolságával megfelelő környezetet biztosított tevékenységéhez. Az 1990-es években az üzemet részvénytársasággá szervezték át és ma is az ország egyedüli 100%-os magántulajdonú hajógyára.